# Cal Gotlla
Cal Gotlla és una masia de l'Hospitalet de Llobregat (Barcelonès) protegida com a bé cultural d'interès local.

## Descripció
És una masia de planta basilical, amb el cos central més alt que els laterals i amb coberta a dos vessants amb carener perpendicular a la façana. Té un cos annex d'una sola planta. Totes les obertures són amb llindes excepte una galeria d'arcs de mig punt a les golfes.

## Història
La primera referència escrita de la masia data del 1863. Va estar en ús fins que a principi de la dècada del 1990 la van abandonar. Va entrar en un procés de decadència fins que l'any 2007 la van restaurar per convertir-la en un centre de serveis per les empreses que s'instal·lessin en el districte de negocis de Gran Via.